# Chevrolet Avalanche
Chevrolet Avalanche — це пікап, що з'явився у 2001 році. Створений на платформі Suburban. Редизайн моделі відбувся у 2007 році.

## Опис

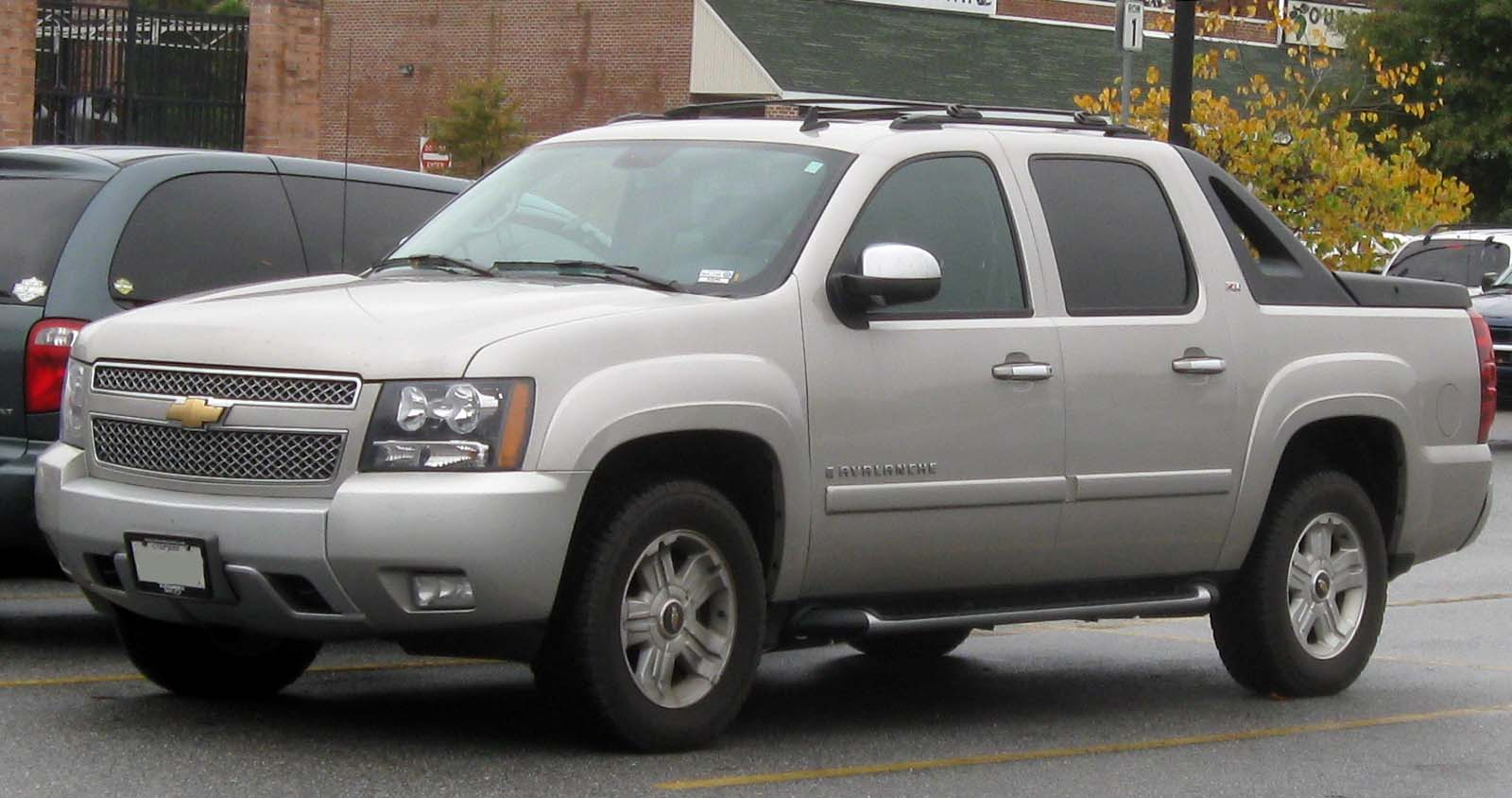
Chevrolet Avalanche (2006-2013)

Модель має лише один 5.3-літровий V8 двигун, працює в парі з 6 АКПП. Доступний привід на чотири колеса. Двигун оснащений функцією деактивації циліндрів та можливістю їздити на «гнучкому» паливі. Витрачає пікап з приводом на два колеса 14.2 л/100 км у змішаному циклі. До сотні автомобіль розганяється за 8.6 с. Буксирує пікап до 3674 кг при 612 кг корисного навантаження.

## Безпека
У 2008 році Chevrolet Avalanche тестувався за NHTSA (Національною Адміністрацією Безпеки Дорожнього Руху США) і отримав 5 "зірок":
| Фронтальний удар водія | Фронтальний удар пасажира | Бічний удар водія | Бічний удар пасажира | Переворот |
| ---------------------- | ------------------------- | ----------------- | -------------------- | --------- |
| 5                      | 5                         | 5                 | 5                    | 3         |

## Двигуни
Перше покоління (2001–2005)
- 5.3 L LM7 V8
- 5.3 L L59 V8
- 8.1 L L18 V8

Друге покоління (2006–2013)
- 5.3 L LY5 V8
- 5.3 L LMG V8
- 5.3 L LC9 V8
- 6.0 L L76 V8

## Продажі
| рік  | авто   |
| ---- | ------ |
| 2001 | 52,955 |
| 2002 | 89,372 |
| 2003 | 93,482 |
| 2004 | 80,566 |
| 2005 | 63,186 |
| 2006 | 57,076 |
| 2007 | 55,550 |
| 2008 | 35,003 |
| 2009 | 16,432 |
| 2010 | 20,515 |
| 2011 | 20,088 |
| 2012 | 23,995 |
| 2013 | 16,986 |